# Финн, Джулиус
Джулиус Финн (англ. Julius Finn, 28 апреля 1871, Владиславов — 6 декабря 1931, Нью-Йорк) — американский шахматист (мастер) и шахматный деятель.

## Биография
Родился в еврейской семье на территории современной Литвы (в то время — территория Российской Империи). В 1887 году переехал в Нью-Йорк. Работал уличным торговцем в Нижнем Ист-Сайде. Быстро выдвинулся в число сильнейших шахматистов Нью-Йорка. Часто зарабатывал, давая сеансы вслепую. Первое заметное соревнование с его участием — гандикап-турнир в кафе «Бульвар» (1895 г.). Финн, признанный игроком 2-й категории, занял 1-е место, опередив в числе прочих будущего мастера У. Непира и Г. Хелмса. В 1897 году в шахматном клубе «Метрополитен» он участвовал в консультационной партии против экс-чемпиона мира В. Стейница (консультанты одержали победу).
В 1901, 1907 и 1908 гг. Финн выиграл чемпионаты штата Нью-Йорк. В 1903 г. он выиграл тематический гамбитный турнир в Манхэттенском шахматном клубе (по условиям турнира, все партии игрались гамбитом Райса в королевском гамбите). Участвовал в телеграфных матчах с Гаваной (1903 г., противник — Капабланка) и Берлином (1905 г., 3-я доска, ничья с Э. Шаллопом). В эти же годы сыграл ряд показательных партий с чемпионом мира Эм. Ласкером (в одной из партий даже одержал победу). В 1906 г. свел вничью показательную партию с Г. Мароци.
В 1921 г. Финн был судьей матча на первенство мира между Капабланкой и Ласкером.
В 1924 г. входил в оргкомитет международного турнира в Нью-Йорке.
В 1927 г. был президентом оргкомитета международного турнира в Нью-Йорке.
Был судьей Университетской шахматной лиги, в которой играли сборные Колумбийского, Гарвардского, Йельского и Принстонского университетов.
В течение многих лет был членом Манхэттенского шахматного клуба и шахматного клуба Рутгерса.